# SAMIL 100

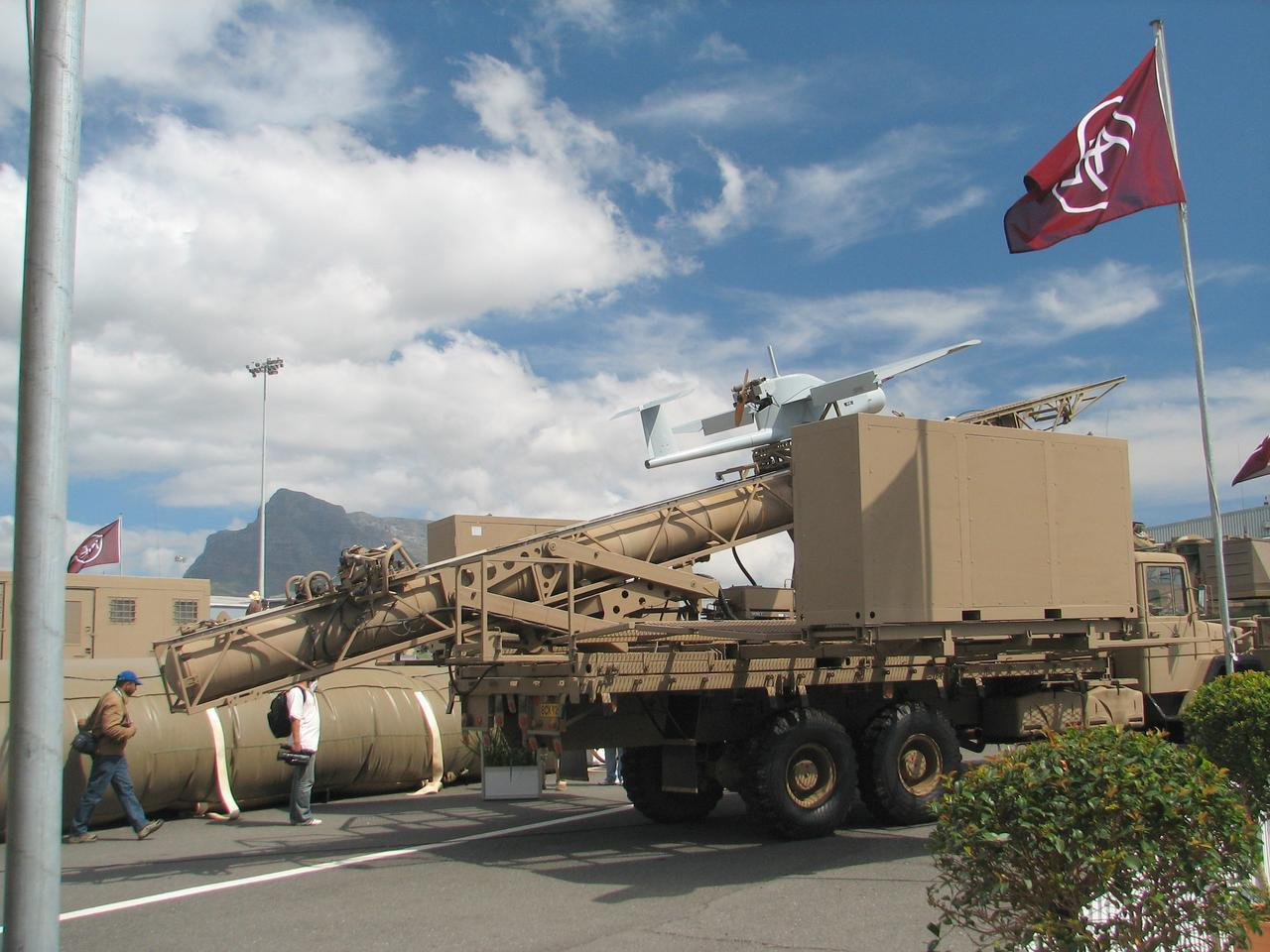
Samil 100 z wyrzutnią bezzałogowego aparatu latającego ATE Vulture

SAMIL 100 jest ulepszoną ciężarówką Magirus Deutz 320D22AL z napędem na 6 kół i ładownością 10 ton. Klasyfikowana jako ciężka ciężarówka, ze stelażem wokół przestrzeni ładunkowej, po przeróbkach zdolnej pomieścić 50 pasażerów. Jest następcą SAMIL 20 i SAMIL 50.

## Warianty
- wersja w pełni opancerzona;
- cysterna z wodą lub paliwem;
- ciągnik artyleryjski;
- kuchnia polowa;
- mobilny generator prądu;
- ambulans;
- pojazd zwiadowczy;
- wersja z wyrzutnią rakiet;
- wersja z działem przeciwlotniczym.